# 박성훈 (야구 선수)
박성훈(朴成勳, 1982년 9월 19일 ~ )은 KBO 리그 전 넥센 히어로즈의 투수이다.

## 삼성 라이온즈시절
한양대학교를 졸업한 뒤 2005년에 삼성 라이온즈에 입단하였고, 그 해에 처음으로 출장하였다. 첫 해에 별다른 내용이 없었고 2006년에 입대하여 2008년에 복귀했다. 2008년 11월 넥센 히어로즈의 투수인 장원삼과의 현금 트레이드 해프닝으로 유명해진 선수다. 입단 첫 해에 팔꿈치 부상, 뒤이은 군 복무 등으로 많은 기회를 잡지 못하고 2008년의 트레이드 해프닝까지 겪었지만, 2009년 후반기에 구위가 나아지면서 8월 22일 두산 베어스전에 데뷔 후 처음으로 선발에 등판했다. 그 날 선발로 4이닝을 투구하여 5피안타 3탈삼진 2사사구 3실점으로 패전 투수가 되었지만, 선동열 감독이 합격점을 내렸다. 그 때 그가 선발로 나왔을 때 두산 베어스의 선발은 그 해 말 넥센 히어로즈에 같이 트레이드된 금민철이었다. 이후에도 선발로 몇 경기에 등판했지만 더 이상의 승패는 없었다. 그러나 불펜진으로는 더딘 성장세를 보였다.

## 트레이드
2008년의 트레이드 파동을 겪은 후, 이택근의 LG 트윈스 트레이드설과 맞물려 다시 트레이드 상대로 지목되었다. 2009년 12월 30일 소속팀 삼성의 동료 불펜 투수 김상수와 함께 넥센 히어로즈의 장원삼을 상대로 트레이드가 승인되었다.

## 넥센 히어로즈시절
트레이드 이후 중간계투로 출장하는 횟수가 더 늘어났다. 2011년 남부 퓨처스리그에서 13승 4패 방어율 3.61로 남부 퓨처스리그 다승왕을 수상했다. 그러나 1군에서 모습을 자주 볼 수는 없었다. 하지만 2012년시즌 팀의 좌완 불펜인 오재영의 팔꿈치 부상과 부진으로 인하여 기회를 얻게 되고, 6월과 7월에 불펜으로 12경기에 등판하여 무실점 피칭을 하는 등 무너진 넥센 히어로즈 불펜진의 희망이었다. 2012년 시즌을 2.45의 준수한 평균자책점으로 마쳤다.
통산 첫 승을 2012년 시즌에 달성하였는데 2012년 4월 26일 잠실 LG전에서 데뷔 통산 첫 승을 올렸다. 2013년 시즌 초에는 좋은 모습을 보여줬으나, 이후 2014년까지도 부진에서 헤어나오지 못하고 있다.
결국 2015년에 1군에 오르지 못하고 시즌 후 방출당했다.

## 출신 학교
- 노암초등학교
- 경포중학교
- 강릉고등학교
- 한양대학교

## 통산 기록
| 연도       | 소속       | 경기 | 이닝    | 승 | 패 | 세이브 | 홀드 | 방어율 | 피안타 | 4사구 | 탈삼진 |
| ---------- | ---------- | ---- | ------- | -- | -- | ------ | ---- | ------ | ------ | ----- | ------ |
| 2005년     | 삼성       | 22   | 13 2/3  | 0  | 0  | 0      | 3    | 4.61   | 19     | 11    | 13     |
| 2008년     | 삼성       | 2    | 2       | 0  | 0  | 0      | 3    | 9.00   | 3      | 1     | 1      |
| 2009년     | 삼성       | 20   | 31 1/3  | 0  | 1  | 0      | 0    | 5.17   | 32     | 22    | 20     |
| 2010년     | 넥센       | 32   | 34      | 0  | 1  | 0      | 0    | 4.76   | 35     | 35    | 25     |
| 2011년     | 넥센       | 5    | 5 1/3   | 0  | 1  | 0      | 0    | 9.53   | 7      | 7     | 0      |
| 2012년     | 넥센       | 53   | 47 2/3  | 5  | 4  | 0      | 7    | 2.45   | 33     | 30    | 34     |
| 2013년     | 넥센       | 50   | 26 2/3  | 2  | 3  | 0      | 8    | 5.06   | 31     | 15    | 18     |
| 2014년     | 넥센       | 15   | 15 2/3  | 1  | 0  | 0      | 0    | 8.04   | 23     | 7     | 12     |
| 통산 : 8년 | 통산 : 8년 | 199  | 176 1/3 | 8  | 10 | 0      | 21   |        | 183    | 128   | 123    |